# Antilogaritmo
En matemáticas, el antilogaritmo (antilog) de un número y de una base dada es la cifra que en esta base tiene por logaritmo a y. En otras palabras, el antilogaritmo de base a de y es el número x tal que {\displaystyle \log _{a}(x)=y}.
El antilogaritmo natural (véase logaritmo natural) es la función exponencial.
La función antilogaritmo de base a (a veces designada {\displaystyle \operatorname {antilog} _{a}}) es la función recíproca de la función {\displaystyle \log _{a}}, es decir la función exponencial de base a: {\displaystyle x\mapsto a^{x}=\exp(x\ln(a)).}
Si no se especifica un índice, se trata del recíproco del logaritmo decimal: {\displaystyle \operatorname {antilog} (y)=10^{y}}.